# 卡尔·阿玛德乌斯·哈特曼
卡尔·阿玛德乌斯·哈特曼（德語：Karl Amadeus Hartmann，1905年8月2日—1963年12月5日），德国作曲家。他的父亲是著名的画家，少年时又受到社会主义思潮的影响。1923年入莱比锡音乐学院学习，后来又师从韦伯恩。希特勒上台后，他因反对纳粹而停止了创作，二战后积极参与社会活动，致力于新音乐的推广。哈特曼的作品时代风格鲜明，擅于运用对位，多采用无调性而不流于晦涩，被认为是20世纪最重要的德奥交响曲作曲家之一。

## 作品節選
- 第4號交響曲，1947年：多數哈特曼的交響曲，樂隊都是後期浪漫的三管制規模，純以弦樂團演奏的第4號交響曲，是至為特殊的一個例子。

## 外部連結
- 卡尔·阿玛德乌斯·哈特曼的免费乐谱，由国际乐谱典藏计划提供